# Venda dos moinhos
Venda dos Moinhos é um lugar da freguesia de Cumeeira, concelho de Penela.
No terceiro fim-de-semana de Julho ocorrem os festejos em honra de Santa Luzia.